# Кадырова, Аймани Несиевна
Айма́ни Неси́евна Кады́рова (род. 4 августа 1953, Куркамыс, Павлодарская область) — российская чеченская общественная деятельница, благотворительница, президент Общественного фонда имени Ахмата Кадырова и учредительница фирмы «Лайнер-1».
Вдова Ахмата-Хаджи Кадырова и мать главы Чеченской Республики — Рамзана Кадырова.

## Биография
Родилась 4 августа 1953 года в селе Куркамыс (Казахстан), где находились в то время высланные из родных мест чеченцы и ингуши. После восстановления ЧИАССР вместе с родственниками вернулась в Чечню.
В 1970 году окончила школу и вышла замуж за Ахмата Кадырова. Несколько лет работала в табаководческом совхозе в Гудермесском районе Чечни.
В 1992 году совершила хадж. В 2004 году её муж Ахмат-Хаджи, являвшийся президентом Чечни, погиб в результате теракта. После его смерти занимается благотворительной деятельностью, возглавляя фонд его имени. Деятельность фонда включает в себя крупные строительные проекты (в том числе мечети, например, «Сердце Чечни»), материальную и жилищную помощь нуждающимся, организацию хаджа, поддержку конкурса «Золотое перо» и т. д.

## Санкции
24 августа 2023 года, на фоне российского вторжения на Украину, Кадырова попала под блокирующие санкции США как причастная к депортации украинских детей в Россию.
24 июня 2024 года, как президент Фонда Кадырова, включена в санкционные списки стран Европейского союза:

Фонд Кадырова реализует программы по перевоспитанию украинских детей и подростков, подвергая их милитаристской обработке с целью отчуждения от родной страны и родственников. Также, Фонд Кадырова предоставляет льготы семьям чеченских боевиков, участвующих в агрессивной войне против Украины, чтобы привлекать новых добровольцев и поддерживать мотивацию тех, кто уже воюет. С начала агрессивной войны Фонд Кадырова снабжает продовольствием и техническими средствами российских и сепаратистских боевиков в Украине.— «Официальный журнал Европейского союза», Брюссель, 24 июня 2024 года

## Почётные звания и награды
- Орден Почёта (19 октября 2022) — за активную общественную деятельность[10].
- Орден Дружбы (2 апреля 2008) — за вклад в укрепление мира и дружбы между народами Северного Кавказа, активную благотворительную и общественную деятельность[11].
- Знак отличия «За благодеяние» (11 июля 2021) — за большой вклад в благотворительную и общественную деятельность[12].
- Орден Кадырова (7 июня 2006) — за особые заслуги перед Чеченской Республикой, общественную и благотворительную деятельность, направленную на благо её населения[13]
- Орден «Даймехкан Сий» (5 марта 2018) — за выдающиеся достижения в области благотворительной и общественной деятельности на благо жителей Чеченской Республики[14]
- Медаль «Ненан Сий — Материнская Слава» (28 ноября 2008) — за воспитание Героя России, чья деятельность снискала уважение и авторитет среди населения Чеченской Республики и за её пределами, личный вклад в укрепление мира, дружбы и согласия в обществе[15]
- Медаль «Памяти Ахмат-Хаджи Кадырова, первого Президента Чеченской Республики» (23 августа 2017) — за исключительные заслуги, послужившие процветанию и славе Чеченской Республики, вклад в дело первого Президента Чеченской Республики, Героя Российской Федерации Ахмата-Хаджи Кадырова[16]
- Медаль «100 лет образования Чеченской Республики» (1 сентября 2022) — за значительный вклад в развитие Чеченской Республики, безупречную работу, высокий профессионализм, проявленный при исполнении должностных обязанностей, и в связи с 100-летием Чеченской Республики
- Орден Дружбы (2022, Донецкая Народная Республика)[17]
- Орден Дружбы (2022, Луганская Народная Республика)[18]
- Орден «За заслуги перед Херсонской областью» I степени (2025, Херсонская область)[19]
- Медаль «За содействие» (Росгвардия, 1 июня 2021)[20]
- Заслуженный правозащитник Чеченской Республики (2023) — за выдающиеся заслуги в защите конституционных прав и свобод граждан, мужество и принципиальность в вопросах обеспечения национальных интересов чеченского народа, приверженность традиционным ценностям и верность долгу[21]
- Благодарственное письмо Главы Чеченской Республики (2 апреля 2011) — за благотворительную деятельность и милосердие, получившие общественное признание, многолетнюю плодотворную работу регионального общественного фонда имени Героя России А. Кадырова [22].
- Благодарственное письмо Главы Чеченской Республики (8 мая 2011) — за благотворительную деятельность, оказываемую в восстановлении социальной сферы Чеченской Республики, плодотворную работу регионального общественного фонда имени Героя России А. Кадырова[23].
- Имеет звание «Почётный гражданин Чеченской Республики» (2005) и региональные награды, а также орден Екатерины Великой 1-й степени, лауреат чеченского конкурса «Человек года-2005»[1].

## Интересный факт
В городе Аргун построена мечеть её имени. Это одна из немногих мечетей в мире, названных в честь женщин.